# Camporosso
Camporosso (ligur nyelven Camporosso) egy olasz község a Liguria régióban, Imperia megyében.

## Földrajz
A község a Ponentei Riviérán (Riviera di Ponente) helyezkedik el Sanremo és Monte Carlo között. 300 méternyi tengerparttal rendelkezik, ami a legrövidebb Olaszországban. 2001-ben, és 2007-ben is megkapta a kék zászlót.

## Története
A feltárt régészeti leletek tanúsága szerint valószínűleg a rómaiak alapították. Nevének első írásos említése a 12. századból származik Camporubeo alakban, ami a latin campus (jelentése mező) és russeus (jelentése vörös) szavak összetétele. Nevét valószínűleg a vidéket borító vörös színű leanderligeteknek köszönheti. A kora középkorból származik erődje. A későbbiekben a Genovai Köztársaság része lett, és a 18. századig Ventimiglia fennhatósága alá tartozott.  A napóleoni háborúk során a franciák szerezték meg, majd 1815-ben, a bécsi kongresszus után a Szárd-Piemonti Királysághoz csatolták.

## Látnivalók

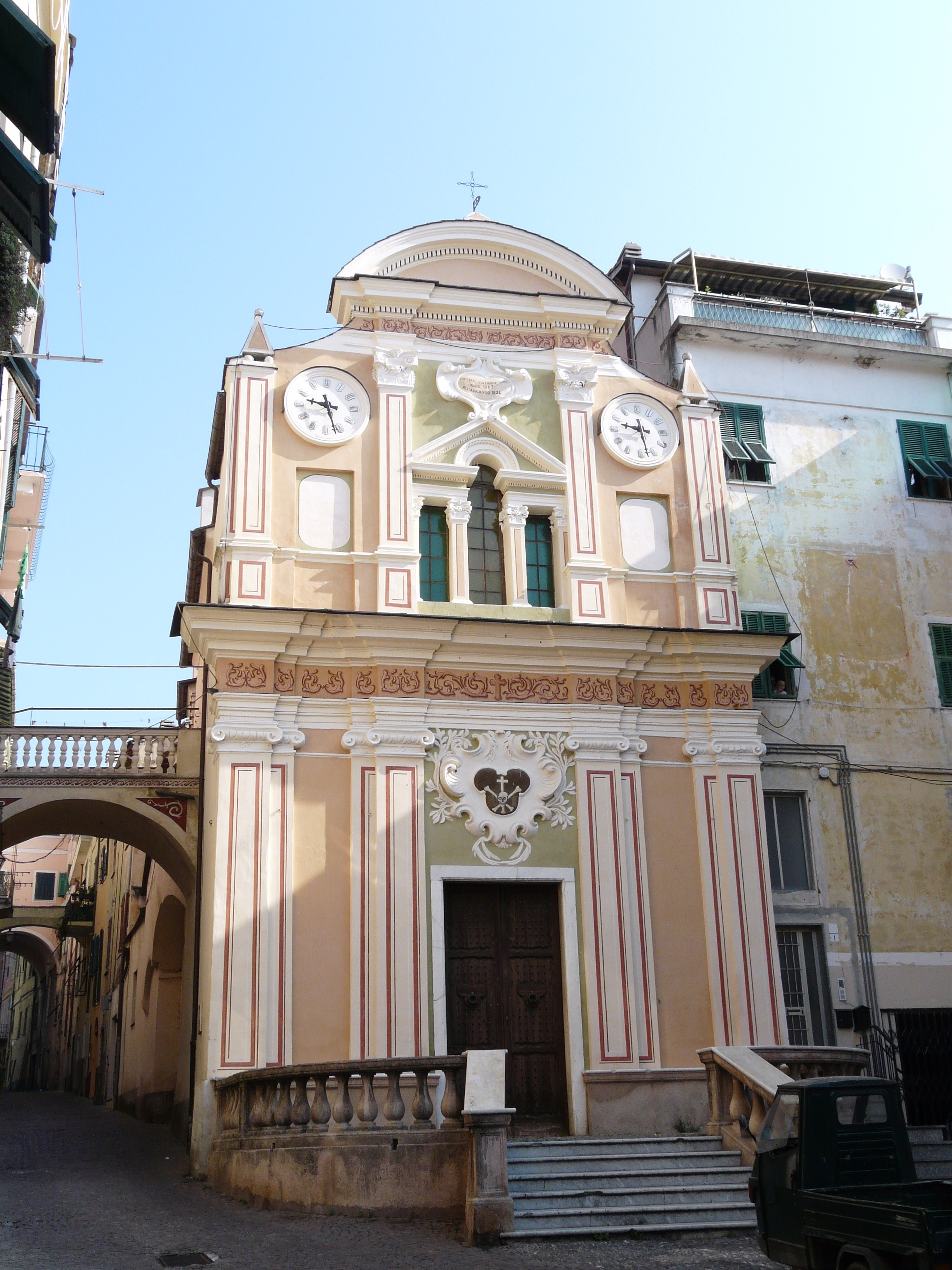
Az oratorio del Suffragio.

- San Marco Evangelista templom: a 15. században épült, és a 18. században kibővítették. Harangtornya a 19. századól származik.
- San Pietro templom: 11. századi, a temető mellé épült román stílusban, eredetileg egyhajós, majd egy oldalhajóval bővítették. Harangtornya négyszögalapú. Belsejében 15. századi freskók.
- Oratorio dei Neri vagy Oratorio del Suffragio: az óváros főterén található egy széles lépcsősor tetején.
- Oratorio dei Bianchi: 16. századi épület
- Nervia folyó

## Fordítás
- Ez a szócikk részben vagy egészben  a   Camporosso című olasz Wikipédia-szócikk fordításán alapul.  Az eredeti cikk szerkesztőit annak laptörténete sorolja fel. Ez a jelzés csupán a megfogalmazás eredetét és a szerzői jogokat jelzi, nem szolgál a cikkben szereplő információk forrásmegjelöléseként.